# Federico Sacchi
Federico Sacchi (4. září 1936, Rosario – 7. listopadu 2023, Rosario) byl argentinský fotbalový obránce. Po skončení aktivní kariéry působil jako trenér. V roce 1979 byl asistentem trenéra argentinské reprezentace na Copa América.

## Klubová kariéra
V argentinské lize hrál za CA Newell's Old Boys, Racing Club a CA Boca Juniors. S Racingem a CA Boca Juniors vyhrál argentinskou ligu. V roce 1967 hrál za peruánský Club Sporting Cristal. V jihoamerickém Poháru osvoboditelů nastoupil ve 14 utkáních a dal 1 gól.

## Reprezentační kariéra
Za reprezentaci Argentiny nastoupil v letech 1960–1965 v 15 utkáních a dal 1 gól. Byl členem argentinské reprezentace na Mistrovství světa ve fotbale 1962, nastoupil ve 3 utkáních. 

## Ligová bilance
| Ročník                              | Zápasy | Góly | Klub                  |
| ----------------------------------- | ------ | ---- | --------------------- |
| Primera División (Argentina) 1958   | -      | -    | CA Newell's Old Boys  |
| Primera División (Argentina) 1959   | -      | -    | CA Newell's Old Boys  |
| Primera División (Argentina) 1960   | 25     | 4    | CA Newell's Old Boys  |
| Primera División (Argentina) 1961   | 23     | 2    | Racing Club           |
| Primera División (Argentina) 1962   | -      | -    | Racing Club           |
| Primera División (Argentina) 1963   | -      | -    | Racing Club           |
| Primera División (Argentina) 1964   | -      | -    | Racing Club           |
| Primera División (Argentina) 1965   | 16     | 1    | CA Boca Juniors       |
| Primera División (Argentina) 1966   | -      | -    | CA Boca Juniors       |
| Primera División (Peru) 1967        | 24     | 1    | Club Sporting Cristal |
| CELKEM Primera División (Argentina) | -      | -    |                       |
| CELKEM Primera División (Peru)      | 24     | 1    |                       |